# The New Pope
The New Pope es una serie dramática de televisión creada y dirigida por Paolo Sorrentino para Sky Atlantic, HBO y Canal+. Es una continuación de la serie 2016 The Young Pope, originalmente anunciada como su segunda temporada. La serie de nueve episodios está protagonizada por Jude Law , repitiendo su papel como Papa Pío XIII, y John Malkovich como Papa Juan Pablo III, el nuevo Papa reinante. Fue coproducida por las productoras europeas The Apartment, Wildside, Haut et Court TV y Mediapro. 
La serie se estrenó el 10 de enero de 2020 en Sky Atlantic en Italia.

## Reparto

### Principal
- Jude Law como Papa Pio XIII (Lenny Belardo), el papa en coma
- John Malkovich como Papa Juan Pablo III (nacido John Brannox), el nuevo papa titular
- Silvio Orlando como Cardenal Angelo Voiello, Camerlengo y Cardenal Secretario de Estado
- Silvio Orlando también como Cardenal Hernández, un oponente de Voiello durante el cónclave
- Cécile de France como Sofia Dubois, a cargo de la comercialización de la Santa Sede
- Javier Cámara como Cardenal Bernardo Gutiérrez, el asesor de la Santa Sede
- Ludivine Sagnier como Esther Aubry, exesposa de un miembro de la Guardia Pontificia Suiza
- Maurizio Lombardi como el cardenal Mario Assente
- Marcello Romolo como Papa Francisco II (nacido Tommaso Viglietti), el primer papa elegido durante el coma de Pío XIII
- Mark Ivanir como Bauer, el embajador de la Santa Sede
- Henry Goodman como Danny, el mayordomo de Sir John Brannox
- Massimo Ghini como Cardenal Spalletta, el secretario personal del Papa
- Ulrich Thomsen como Doctor Helmer Lindegard

### Recurrente
- Ramón García  como cardenal Aguirre
- Antonio Petrocelli como Monseñor Luigi Cavallo, mano derecha del cardenal Voiello
- Kiruna Stamell como la abadesa del monasterio de Santa Teresa, la cabeza de las monjas del claustro
- Nora Waldstätten como Hermana Lisette, una monja del claustro cuya madre está enferma.
- Jessica Piccolo Valerani como Hermana Pamela, una monja en estado de enfermería en coma del Papa Pío XIII en Venecia
- Kika Georgiou como la Mujer de Rojo, la cabeza de una vigilia constante sobre el Papa Pío XIII en Venecia.
- Nadie Kammallaweera como la hermana Suree, una monja al servicio del Papa en el Vaticano.
- Edoardo Bussi como Girolamo Matera, el mejor amigo de Voiello que tiene una discapacidad severa
- Massimo Cagnina como Don Mario, un sacerdote que recibe a Esther en su iglesia.
- Eco Andriolo Ranzi como Hermana Caterina, una joven monja del claustro que comete fornicación con un refugiado.
- Agnieszka Jania como Hermana Ivanka, una joven monja del claustro
- Zaki Bibawi Ayyad como Faisal, un refugiado que se esconde en los Jardines del Vaticano y luego comete fornicación con la Hermana Caterina
- Tomas Arana como Tomas Altbruck, el esposo de Sofía
- Claudio Bigagli como Duillo Guicciardini, Ministro de Economía y Finanzas de Italia.
- Janet Henfrey como Lady Lennox, la madre de Sir John
- Tim Barlow como Lord Lennox, el padre de Sir John
- Daria Baykalova como Amber, la novia de Bauer
- Alessandro Riceci como Fabiano, el interés amoroso de Esther
- Enea Barozzi como Attanasio, un joven con deformidades físicas.
- Lore Stefanek como la madre de Attanasio y un abogado rico
- Alex Esola como Freddy Blakestone, jugador de tenis y amante de Bernardo.
- Ignazio Oliva  como el padre Valente, uno de los asistentes del Papa
- Marcello Marziali como Don Mimmo, un viejo amigo de Voiello
- Giancarlo Fares como Franco, el cuidador de Girolamo
- Daniel Vivian como Domen, el mayordomo del papa
- J. David Hinze como Leopold Essence
- Yuliya Snigir como Ewa Novak, la esposa de Helmer

#### Flashbacks
- Charlie Potts y Joshua Smallwood como Adam Brannox, el hermano gemelo de John
- Callum Potts y Matthew Smallwood como el joven John Brannox
- Hella Stichlmair como la joven Lady Lennox, la madre de John
- Jonas Crodack como el joven Lord Lennox, el padre de John

### Invitados
- Marilyn Manson como él mismo
- Sharon Stone como ella misma
- Mitchell Mullen como Emory Kitsworth, periodista.
- Houssem Benali como Ahmed, conocido de Faisal
- Alex Beviglia Zampetti como Don Antonio, maestro en la escuela primaria de Ventotene .
- Bruce McGuire como General Parker

## Producción
La producción del The New Pope comenzó en Italia a fines de 2018.  La filmación tuvo lugar dentro de la Basílica de San Pedro en la Ciudad del Vaticano en noviembre de 2018. Algunas escenas fueron filmadas en Milán en enero y febrero de 2019. El equipo de producción también filmó en Venecia en enero y abril de 2019. La mayor parte de la filmación tuvo lugar en Cinecittà , en Roma. El equipo regresó a Roma para filmar en la Plaza de San Pedro en marzo de 2019.  Se filmaron escenas adicionales en Abruzosy en el río Piave .  La secuencia de apertura de la serie con monjas bailarinas fue filmada dentro del Monasterio de San Giorgio en Venecia. 

## Lanzamiento
La serie tuvo su estreno mundial el 1 de septiembre de 2019 en el 76 ° Festival Internacional de Cine de Venecia , donde los episodios 2 y 7 se proyectaron fuera de competencia. Debutó en televisión el 10 de enero de 2020 en Sky Atlantic en Italia, el 12 de enero en Sky Atlantic en el Reino Unido e Irlanda  y el 13 de enero en HBO y Canal+, el 26 de febrero en HBO España, en Latinoamérica se estrenó el 10 de abril en Fox Premium Series.

### Comercialización
El avance oficial de la serie se lanzó el 28 de agosto de 2019.  El segundo avance se estrenó el 3 de noviembre de 2019. El avance completo oficial se lanzó el 10 de diciembre de 2019.

### Recepción crítica
La serie recibió una respuesta positiva de los críticos. En el sitio web del agregador de reseñas Rotten Tomatoes , la serie tiene una calificación de aprobación del 88% basada en 42 reseñas, con una calificación promedio de 7.72 / 10. El consenso crítico del sitio web dice: "Aunque la sombra de su predecesor es grande, los fanáticos devotos aún encontrarán mucho que gustar en la exploración de la dinámica de poder y la extrañeza suntuosa de The New Pope". En Metacritic tiene un puntaje promedio ponderado de 63 de 100, basado en 12 críticos, lo que significa "revisiones generalmente favorables".